# Berlin-Schmargendorf
Berlin-Schmargendorf  est le nom d'un quartier de Berlin, situé au sein de l'arrondissement de Charlottenburg-Wilmersdorf depuis la réforme de 2001. Avant cette date, il faisait de l'ancien district de Wilmersdorf.

## Lieux à visiter
- Église de Schmargendorf
- Cimetière de Schmargendorf